# Scott Kelly (musicien)
Scott Kelly, né Scott Michael Kelly le 13 juin 1967 à Evanston, dans l'Illinois, est un musicien américain, cofondateur du groupe de post-metal californien Neurosis.
Fin 2019, Neurosis se sépare de lui après avoir appris ses comportements abusifs envers sa femme et son enfant. Il admet publiquement ces comportements en août 2022 et annonce son retrait de la vie artistique.

## Discographie

### Violent Coercion
- House of Terror (1985)

### Neurosis (1985-2019)
- Demo (Demo) (1986)
- Pain of Mind (1987)
- Aberration EP (EP) (1989)
- Empty - Live 7 Inch 45 (Single) (1990)
- The Word As Law (1990)
- Discharged: From Home Front to War Front (Split) (1991)
- Souls at Zero (1992)
- Enemy of the Sun (1993)
- Enemy Live NYC' 94 (album live) (1994)
- Locust Star (Split) (1996)
- Through Silver in Blood (1997)
- Where the Wild Things Are (1997)
- Souls at Zero/Enemy of the Sun (Compilation) (1997)
- The Doorway (Single) (1999)
- In These Black Days Vol. 6 (Split) (1999)
- Times of Grace (1999)
- Short Wave Warfare (album live) (2000)
- Sovereign (EP) (2000)
- A Sun That Never Sets (2001)
- Official Bootleg.01.Lyon.France.11.02.99 (album live) (2002)
- A Sun That Never Sets/A Resonant Sun (Split video) (2002)
- Official Bootleg.02.Stockholm.Sweden.10.15.99 (album live) (2003)
- The Eye of Every Storm (2004)
- Given to the Rising (2007)
- Times of Grace/Grace (Split) (2009)
- Live at Roadburn 2007 (album live) (2010)
- Honor Found in Decay (2012)
- Strength and Vision (Ensemble de coffret) (2016)
- Locust Star (1995 Demo) (Single) (2016)
- Fires Within Fires (2016)

### Tribes of Neurot (1993-2019)
- Rebegin (1995)
- Silver Blood Transmission (1997)
- Markandeya/Origin & Destiny (EP) (1996)
- God of the Center (EP) (1997)
- Static Migration (Collaboration) (1997)
- Spring Equinox 1999 (EP) (1999)
- Summer Solstice 1999 (EP) (1999)
- Grace (1999)
- Autumn Equinox 1999 (EP) (1999)
- Winter Solstice 1999 (EP) (1999)
- Spring Equinox 2000 (EP) (2000)
- Summer Solstice 2000 (EP) (2000)
- Autumn Equinox 2000 (EP) (2000)
- 60° (Compilation) (2000)
- Winter Solstice 2000 (EP) (2000)
- Spring Equinox 2001 (EP) (2001)
- Summer Solstice 2001 (EP) (2001)
- Live at Beyond the Pale 2001 (album live) (2001)
- Autumn Equinox 2001 (EP) (2001)
- Winter Solstice 2001 (EP) (2001)
- Cairn (2002)
- Adaptation and Survival: The Insect Project (2002)
- Meridian (2006)
- Earth/Tribes of Neurot (Split) (2007)

### Solo (2000-2022)
- Spirit Bound Flesh (2001)
- The Wake (2008)
- Winter Tour 2010 (Compilation) (2010)
- Wino/Scott Kelly (Split) (2011)
- The Field That Surrounds Me (Single) (2011)
- Songs of Townes Van Zandt (Split) (2012)
- Scott Kelly/Nate Hall (Split) (2013)
- Push Me On To The Sun (EP) (2016)
- Live 7" (Scott Kelly & John Judkins - We Let The Hell Come) (Collaboration) (2018)

### Scott Kelly and The Road Home (2011-2015)
- The Forgiven Ghost in Me (Collaboration) (2012)
- Eternal (Collaboration) (2014)

### Neurosis & Jarboe (2003)
- Neurosis & Jarboe (Collaboration) (2003)

### Blood & Time (2003-?)
- At the Foot of the Garden (2004)
- Blood and Time (EP) (2007)
- Latitudes (2007)
- Untitled (2007)

### Shrinebuilder (2008-?)
- Shrinebuilder (2009)
- Coextinction Release 3 (Single) (2011)
- Live in Europe 2010 (album live) (2011)

### Corrections House (2012-2020)
- Hoax the System/Grin with a Purpose (Single) (2013)
- Last City Zero (2013)
- Writing History in Advance (album live) (2014)
- Know How to Carry a Whip (2015)

### Mirrors for Psychic Warfare (2015-2020)
- Atmosphere (2015) (Joy Division - Closer: The CVLT Nation Sessions)
- The Oracles Hex (2015)
- Mirrors for Psychic Warfare (2016)
- I See What I Become (2018)

### Hayward (2015-2022)
- Jewel Throne (2015) (Morbid Tales)

### Absent in Body (2015-2022)
- The Abyss Stares Back - Vol. V (EP) (2017)
- The Acres/The Ache (Single) (2022)
- Sarin (Single) (2022)
- Rise From Ruins (Single) (2022)
- The Half Rising Man (Single) (2022)
- Plague God (2022)
- In Spirit in Spite (Single) (2022)

### Apparitions d'invités
- Mastodon - Leviathan (2004) - additionnel chant d'invité sur "Aqua Dementia"
- Mastodon - Blood Mountain (2006) - additionnel chant d'invité sur "Crystal Skull"
- 7000 Dying Rats - Season in Hell (2007)  - claviers et chant invités sur "A Real Kneeslapper"
- Mastodon - Crack the Skye (2009) - additionnel chant d'invité sur "Crack the Skye"
- YOB - Atma (2011) - chant d'invité sur "Before We Dreamed of Two" et percussions invitées sur "Adrift In The Ocean"
- Mastodon - The Hunter (2011) - additionnel chant d'invité sur "Spectrelight"
- Amenra - Mass V (2012) - chant d'invité sur "Nowena | 9.10"
- Melvins - Everybody Loves Sausages (2013) - guitare et chant invités sur "Warhead"
- Mastodon - Once More 'Round the Sun (2014) - additionnel chant d'invité sur "Diamond in the Witch House"
- Amenra - Live II (album live) (2014) - chant d'invité sur "Nowena 9I10"
- Nails - You Will Never Be One of Us (2016) - narration d'invité sur "You Will Never Be One of Us"
- Mastodon - Emperor of Sand (2017) - chant d'invité sur "Scorpion Breath"
- Mastodon - Medium Rarities (2020) - chant d'invité sur "Fallen Torches"

### Autres apparitions
- Hoch Zeit (Short 1996) - (credit only)
- Neurosis: Erode (Music Video 2001) - Himself
- Neurosis: The Tide (Music Video 2001) - Himself
- Neurosis: From the Hill (Music Video 2001) - Himself
- Neurosis: A Sun That Never Sets (Music Video 2001) - Himself
- Neurosis: Falling Unknown (Music Video 2001) - Himself
- Neurosis: From Where its Roots Run (Music Video 2001) - Himself
- Neurosis: Crawl Back in (Music Video 2001) - Himself
- Neurosis: Watchfire (Music Video 2001) - Himself
- Neurosis: Resound (Music Video 2001) - Himself
- Neurosis: Stones from the Sky (Music Video 2001) - Himself
- Scott Kelly (Neurosis) - interview for Radio Študent Ljubljana (89,3FM) (2011) - Himself
- Neurosis - Interview with Scott Kelly at High Voltage (2011) - Himself
- Turn It Around: The Story of East Bay Punk (2017) - Himself - Neurosis
- Screaming Arrows: Mastodon x Neurosis' Scott Kelly (2018) - Himself
- Interview Mastodon / Scott Kelly (Neurosis) @ Paris (2018) - Himself
- Squared Circle Pit #38 - WrestleMania 34 Preview with Neurosis' Scott Kelly & The Atlas Moth's Stavros Giannopulos (2018 Podcast Episode) - Himself
- Neurosis' Origins, Gnarly Early Years: Scott Kelly "A Shadow Memory" Doc Pt. 1 (2018) - Himself
- Neurosis' Dark Path, Deep Bond: Scott Kelly "A Shadow Memory" Doc Pt. 2 (2018) - Himself
- Mirrors for Psychic Warfare: Crooked Teeth (Music Video 2018) - Himself
- Absent in Body: The Acres/The Ache (Music Video 2022) - Himself
- Absent in Body: Sarin (Music Video 2022) - Himself
- Absent in Body: The Half Rising Man (Music Video 2022) - Himself